# 佩雷达大道

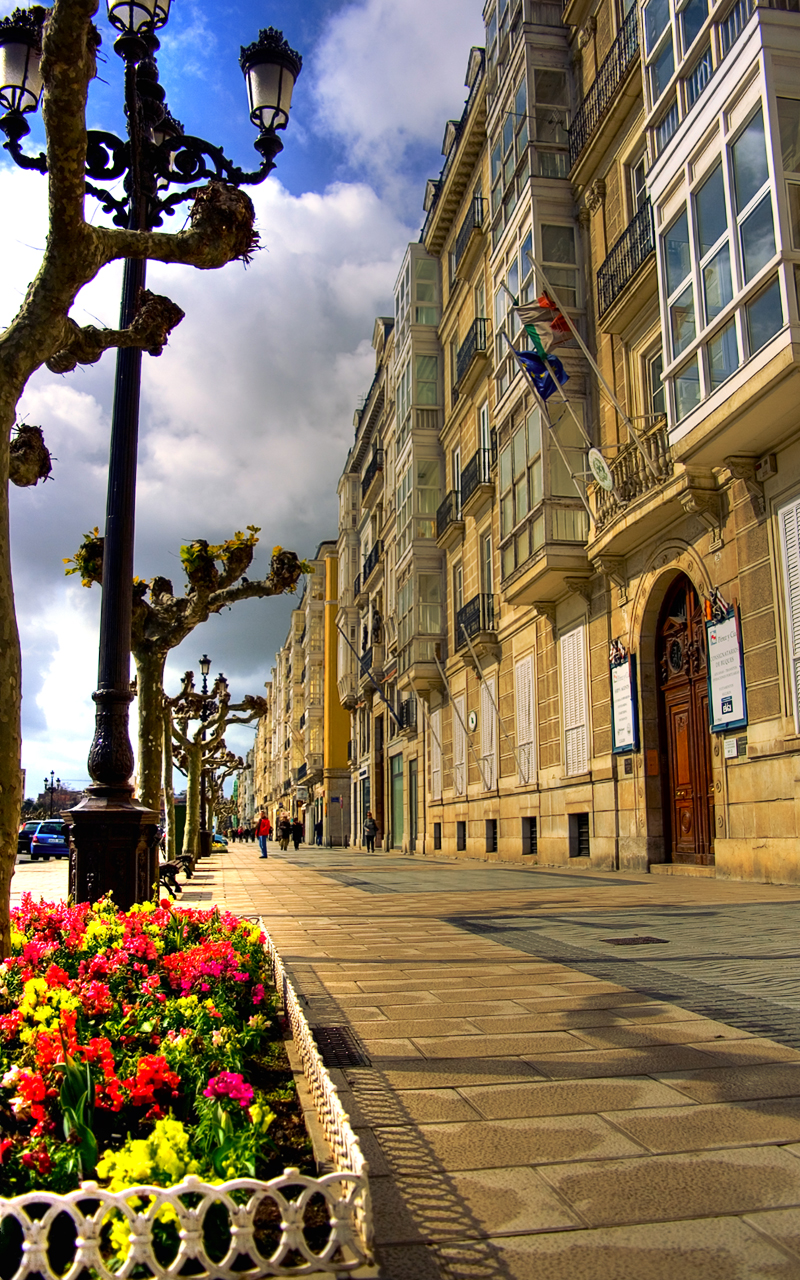
佩雷达大道

43°27′43.91″N 3°47′59.02″W / 43.4621972°N 3.7997278°W
佩雷达大道（西班牙語：Paseo de Pereda）是西班牙坎塔布里亚桑坦德市的一条宽阔的街道。位于市中心，有一条与海岸平行的长廊，一直延伸到普尔托奇科（Puertochico），可以俯瞰整个桑坦德湾。

## 历史
1941年的大火没有影响这条市中心的道路，因此它是该市最古老的道路之一。沿街多为从18世纪末到20世纪初的建筑，已公布为历史艺术区。
在19世纪，佩雷达大道集中了码头、仓库和商行。今天在佩雷达大道上，拥有一些具象征意义的美丽建筑，如19世纪的西班牙大西洋运输公司（Compañía Trasatlántica Española）大楼，今天是一家酒店。桑坦德银行大楼的建筑建于1940年，由建筑师哈维尔·冈萨雷斯·德里安乔（Javier González de Riancho）建造，在锤子街（Calle del Hammer）上有一个受欢迎的拱门，顶部有布莱恩雕塑。